# Leopold Heinrich
Leopold Heinrich (* 20. Juni 1830 in Karlsruhe; † 17. Januar 1891 ebenda) war ein deutscher Architekt.

## Leben
Heinrich studierte Architektur am Polytechnikum Karlsruhe bei Heinrich Hübsch. Er war Oberbaurat und Architekt der Hochbauten der Generaldirektion der Staatseisenbahnen. Ebenfalls war er außerordentliches Mitglied der großherzoglichen Baudirektion. Zwischenzeitlich war er Lehrer am Polytechnikum.
Zu seinen letzten Bauten gehörten unter anderem der Umbau und Vergrößerung des Personenbahnhofes in Karlsruhe und die Hochbauten der Bahn Stüblingen-Immendingen. Er bearbeitete die Pläne für einen neueren größeren Personenbahnhof in Baden-Baden, starb aber vor der Umsetzung.